# Leicester
Leicester er en by i Leicestershire i Midt-England med 464.395(2016) indbyggere. Byen blev grundlagt af romerne i år 50 under navnet Ratæ Coritanorum.
Byen er kendt for University of Leicester, fodboldholdet Leicester City og rugbyklubben Leicester Tigers. Leicester Castle går tilbage til middelalderen.